# 塩出啓典
塩出 啓典（しおで けいすけ、1933年（昭和8年）1月10日 - 2009年（平成21年）2月9日）は、日本の政治家。公明党参議院議員（4期）。

## 来歴
愛媛県周桑郡小松町（現西条市）出身。1955年、京都大学工学部冶金学科卒業。同年、八幡製鉄所に勤務。1967年の第31回衆議院議員総選挙で広島3区から公明党公認で立候補したが落選。翌1968年の第8回参議院議員通常選挙で初当選。4期務めた。
この間、参議院科学技術振興対策特別委員長、同法務委員長、公明党副書記長などを歴任した。4期目途中の1990年の第39回総選挙で広島1区から立候補したが、落選した。2009年2月9日、間質性肺炎のため松江市の病院で死去。76歳。

## 人物
住所は広島市中区白島北町。